# Josep Peñuelas i Reixach
Josep Peñuelas Reixach (Vic, Osona, 1958) és un ecòleg i investigador català internacionalment reconegut per les seves aportacions en els camps de l'ecologia i del medi ambient. Va ser alumne de Ramon Margalef.
Llicenciat en biologia i farmàcia i doctor en ecologia, és professor d'investigació del Consell Superior d'Investigacions Científiques (CSIC) i del Centre de Recerca Ecològica i Aplicacions Forestals (CREAF), i ha estat director de la Unitat d'Ecologia Global d'aquest darrer centre. Ha estat també professor titular numerari d'ecologia al Departament d'Ecologia de la Universitat de Barcelona.
Membre numerari de l'Institut d'Estudis Catalans des del 2014 per la Secció de Ciències Biològiques, ha estat president de la Institució Catalana d'Història Natural (ICHN) entre els anys 2004 i 2008, i conseller del Consell Assessor per al Desenvolupament Sostenible (CADS) de la Generalitat de Catalunya entre el 2005 i el 2007.
La seva recerca en el camp de l'ecologia global requereix d’alts nivells d'interdisciplinarietat: ecologia global, canvi global, canvi climàtic, contaminació, atmosfera-biosfera, compostos orgànics volàtils biogènics, teledetecció, ecofisiologia vegetal, funcionament i estructura de plantes iecosistemes terrestres, ecologia química, ecometabolòmica, ecologia microbiana, macroecologia i ecologia evolutiva, biogeoquímica amb atenció especial al fòsfor, la sostenibilitat ambiental, la seguretat alimentària i la salut global. Inclòs a la llista Highly Cited Researchers de Thomson Reuters en ecologia i medi ambient, ciències vegetals i animals, ciències agrícoles, geociències i en tots els camps de la ciència.
Ha rebut diverses distincions, tant nacionals com internacionals com el Premi Nacional de Recerca (2010), Premi Rei Jaume I a la Protecció del Medi Ambient (2015), el Premi Ramon Margalef d'Ecologia (2015) i el Premi Nacional de Recerca 'Alejandro Malaspina' de l'àrea de Ciències i Tecnologies dels Recursos Materials del Ministeri de Ciència i Innovació (2023).